# Histoire du Congo précolonial (RDC)

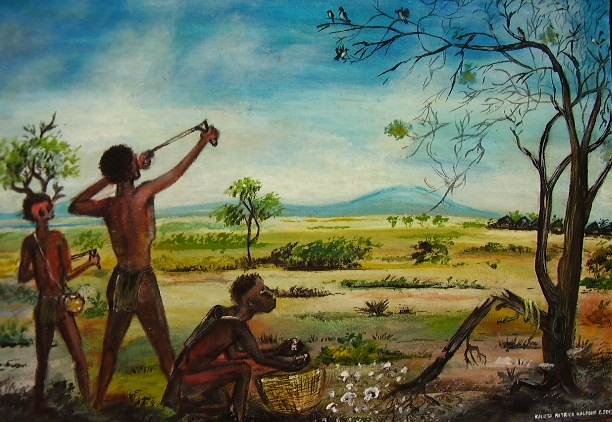

L'histoire du Congo précolonial résume l'histoire des peuples de l'actuelle république démocratique du Congo (RDC), depuis l'apparition des premières traces humaines sur le territoire jusqu'à la période de colonisation.

## Les origines
Des outils en pierre datant d'environ 1,8 million d’années ont été retrouvés au nord du lac Édouard. Datant d'il y a 90 000 ans, des harpons en os ont été découverts . Il s'agit là des premiers trouvés, jusqu'à aujourd'hui dans le monde.
Les Pygmées sont les premiers habitants du Congo Précolonial. Adepte des outils en pierre , Ils utilisaient certaines plantes aux pouvoirs curatives et hallucinogènes. Il existe des preuves de commerce de pierre d'obsidienne et de pyrite, échangés sur des distances de plus de 300 km. Ce sont les premiers indices de commerce d'esclaves concernant l'Égypte des pharaons.

## Immigration bantoue
De 2000 av. J.-C. à 505 av. J.-C., des vagues de migrations bantoues arrivèrent au Congo, venant de la région de l’actuel Nigeria et de l'actuel Cameroun. Les Bantous s’installèrent d’abord sur les côtes et les plateaux du sud et de l’est en évitant la forêt dense. Les Bantous apportèrent l’agriculture extensive qui demande de défricher chaque année de nouveaux terrains (premières traces au Cameroun). Les hommes défrichaient et les femmes cultivaient. Ils fabriquaient des vêtements avec une matière textile tirée de la feuille de bambou. Les peuples bantous eurent des connaissances avancées en médecine, comme le vaccin (Kutéma Lulindi). Vers l'an 1000 tout le pays est habité. On cultive principalement de l'igname. On y fait de la poterie.
Vers l'an 500 av. J.-C., la production de banane plantain est dix fois supérieure à celle de l'igname. L'agriculture n'intervient que pour 40 % de l'alimentation. L'usage du fer commence à se répandre. Le tambour à fente, sorte de gong, permet de communiquer sur de longues distances, jusqu'à dix kilomètres. Le langage tambouriné est très développé : il permet de transmettre de nombreuses informations.
Vers le XIVe siècle, apogée de grands royaumes (Kongo, Kuba, Lunda), la personnalité du roi est déterminante : elle fait la grandeur des royaumes.
D’autres migrations de populations issues des régions du Darfour et de Kordofan au Soudan se produisirent au nord du Congo, ainsi que d’Afrique de l'Est, ajoutant une composante nilotique au mélange des groupes ethniques.

## Essor du commerce international
1482 : débarquement des premiers portugais. 1491 : premier roi chrétien, chez les Bakongo. 1506-1560 : le nouveau roi chrétien ouvre une période de prospérité, suivie d'une crise profonde. Le commerce d'esclaves se développe pour le commerce avec les Portugais. Premier évêque noir, formé au Portugal. Construction d'une cathédrale et d'églises. Le christianisme est considéré comme source de puissance pour contrer le pouvoir coutumier. Il restera des traces de cette courte période de christianisation dans les noms de personnes, certains rituels, amulettes ou le souvenir de mystiques locaux.
La fondation de la colonie portugaise de Luanda en Angola, en 1575, va bouleverser, en cinquante ans, le régime alimentaire des habitants du bassin congolais : le manioc, plante plus nourrissante et plus facile à cultiver, est introduit et se répand dans les régions forestières, le maïs, qui se récolte deux fois au lieu d'une fois pour le sorgho, dans les régions de savane.
1700 : le commerce d'ivoire et surtout d'esclaves s'intensifie à partir de la région proche de l'embouchure du fleuve : entre quatre et six mille esclaves sont expédiés vers les Amériques chaque année. Vers 1780, ce sera 15 000 par an, enlevés lors de raids ou enfants vendus par des familles pauvres et amenés à des commerçants portugais, français, hollandais ou britanniques. Kinshasa est un village-marché qui se développe grâce au commerce qui est devenu intense, mais n'est qu'une étape dans le commerce vers la côte où se cantonnent les Européens. Sur le fleuve on transportait jusqu'à cinquante tonnes de manioc, surtout sous forme de kwanga, par jour. Mais aussi du poisson, du sucre de canne, de l'huile de palme, du vin de palme, du vin de canne à sucre, de la bière de sorgho, du tabac, du raphia, des ouvrages de vannerie ou de sparterie, des poteries ou du fer, et d'autres biens comme de la poudre. La puissance financière des commerçants fit chanceler la puissance des rois et chefs de tribus; les liens politiques furent bouleversés, la société ancestrale fut battue en brèche, le chaos s'installa.

## Caractéristiques culturelles auXIXesiècle
Chaque peuple avait développé des caractéristiques culturelles propres. Voir notamment ci-dessous pour quelques royaumes.
L'éducation se caractérisait par des initiations à l'adolescence. Le fétichisme était très développé.
L'anthropophagie était très rarement pratiquée, notamment par les Azande[3]. Le sacrifice humain, dans le cadre religieux, y était associé.
La polygamie était peu pratiquée.
Il était rare de coutume d'avoir des esclaves, les chefs de village pouvant en posséder quelques-uns, mais sans droit de vie et de mort.
La cuvette centrale était, comme partout dans le monde, le lieu de luttes entre royaumes.

## La traite négrière à l'Ouest du Congo
La traite négrière commence dès le milieu du XVIe siècle avec les Portugais, suivis au XVIIe par les Pays-Bas, l'Angleterre et la France. Des marchands d'esclaves autochtones vendaient aux Européens les esclaves qu'ils avaient capturés. Au début du XIXe siècle, l'Europe interdit ce commerce qui, continua cependant dans l'illégalité jusqu'au début du XXe siècle. L'impact sur l'Afrique centrale fut immense, source à la fois de dévastation et de souffrances comme d'enrichissement des intermédiaires, de développement du commerce (encore basé sur le troc), d'introduction de nouveautés grâce à l'intensification des échanges.

## Les sultanats de l'Est
Alors qu'à l'Ouest le commerce d'esclaves se tarit, il commence à l'Est sous une forme différente : des sultanats sont fondés, les razzias sont organisées par les étrangers eux-mêmes. Vers 1860, les Arabes esclavagistes pénètrent au Maniema à partir de Zanzibar, devenu sultanat en 1861, dont l'économie était basée sur la vente d'esclaves dont certains allaient jusqu'en Inde auprès de riches musulmans. À partir de 1870, les "arabisés", étendirent leur zone d'action jusqu'au bassin du Congo. En 1890 leur zone d'action s'étendait sur un tiers du territoire du Congo. Ils faisaient aussi le commerce d'ivoire. Pour se procurer les esclaves et l'ivoire, ils utilisaient des bandes de Noirs bien organisées, armées et généralement conduites par des esclaves noirs émancipés.
Ces esclaves étaient généralement "islamisés"; très vite ils apprirent le Coran et les coutumes musulmanes.
Voici la liste de ces sultans plus ou moins indépendants dans les années 1880-1890 :
- Sultan Tippo-Tipp, puis Rachid aux Stanley Falls. En 1885 Tippo-Tip se serait taillé un fief regroupant les villes de Kasongo, Nyangwe et Kabambare
- Sultan Kibonge à Kirundu.
- Sultan Mserera à Lokandu / Riba Riba.
- Sultan Dougombie puis Munie Mohara à Nyangwe (ville-garnison fondée en 1860).
- Sultan Sefu bin Hamid à Kasongo.
- Sultan Bwana N'zige à Kabambare.
- Sultan Mohamed Ben Halifa, dit Rumaliza (qui détruit tout), qui contrôlait la région du Tanganyika.

Stanley décrit l'étendue des ravages, sur 118 villages razziés, la capture de 3 600 esclaves et plus de 2 500 hommes tués. En cinq campagnes, capture de 10 000 esclaves, 33 000 morts.
Certains estiment à 55 000 le nombre de déportés par an ; deux millions de Congolais auraient été emmenés en esclavage entre 1860 et les années 1880. Au moins deux autres millions auraient été tués pendant leur capture ou lors de l'exil. Les destructions, pillages, exils forcés ont causé misère et fragilité face aux maladies, déstructuré et affaibli les sociétés traditionnelles. Le missionnaire belge Roelens visite la région du Tanganyika en 1892 et confirme les horreurs commises par les esclavagistes.

## Royaume du Kongo
À l’ouest, l’Empire Kongo, très ancien (datant selon les dernières sources du IVe siècle), occupe à son apogée un territoire s’étendant sur l’ouest du Congo démocratique, la République du Congo, une petite partie du sud du Gabon et l’Angola. Son économie s'appuie sur l'agriculture (igname, bananes plantain, huile de palme). Les relations entre les bakongos et leurs voisins du nord-est, les batékés sont parfois hostiles mais surtout commerciales.
Avec l'entrée en contact avec les Portugais en 1482, le royaume connait une ère de prospérité.Dès le milieu du XVIe siècle, les Portugais n'hésitent pas à s'emparer d'esclaves parmi les sujets du roi.
En 1665, les Portugais battirent les Bakongo à la bataille d'Ambuila ; ils déportent de nombreux Noirs comme esclaves au Brésil. Leur port de déportation est Emboma, l’actuelle Boma.

## Le royaume Kuba
Le royaume Kuba se forma dans le Kasaï occidental et la Luluwa. Ses origines remonteraient au XVe siècle, mais il ne prit réellement son essor qu'au XVIIe siècle, sous le règne de Chamba Bolongongo, appelé Shyam Mbula Ngoong par Vansina (ou Shyam a mbula Ngoong). Ce souverain encouragea les nouvelles cultures; il aurait introduit les cultures du maïs et du tabac. Il apprit à ses sujets le tissage du raphia et la sculpture et institua un véritable service militaire. Les Bakuba sont renommés pour la beauté de leur art : sens des proportions et sens des couleurs.
Le royaume se caractérisait par l'interdiction du port d'armes de guerre à ceux qui n'étaient pas soldats du roi. Son armée inspirait la crainte des voisins : il n'y eut jamais de chasse aux esclaves dans le royaume.
Le royaume des Bakuba est particulièrement intéressant parce qu'il est le seul, dans cette région d'Afrique, où les souverains avaient institué une charge de gardien des traditions orales : le Moaridi. Au Mali, on retrouve cette similitude dans la charte du Manden (Kurukan Fuga), au XIIIe siècle, qui désigne les griots du roi (familles Kouyaté et Diabaté). Par ailleurs, l'art de la sculpture et de la décoration y a atteint un niveau remarquable.
À la fin du XVIIe siècle, les Luba envahirent le royaume Kuba. Celui-ci perdura néanmoins jusqu'à sa soumission par les Belges en 1904. Les Bakuba étaient les populations congolaises les plus aptes à se défendre contre les menées de la force publique avec les Baboa et les Babudje.

## L’empire Luba

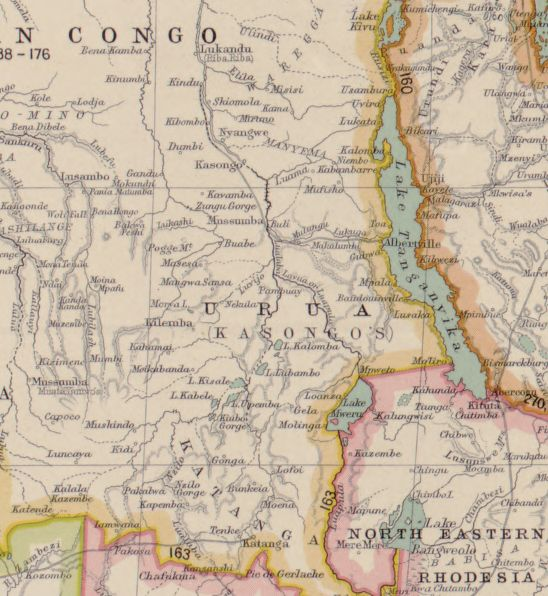
L'Urua (littéralement "pays des rivières"), domaine du Kasongo, dernier souverain luba indépendant, livré en 1887 au trafic entre le Maniema gouverné par Tippo Tip et le Garangeza dirigé par M'Siri, puis annexé à l'État indépendant du Congo en 1894.

Au XVIe siècle, les Balubas, un peuple vivant au Katanga, né de la sécession d'un clan de l'ethnie Songhoy, migre vers le nord entre la rivière Kasaï et le lac Tanganyika. Les Balubas vivaient alors dans les provinces actuelles du Kasai et le nord du Katanga.Contrairement à ce que disent les autres. Les Balubas s’organisèrent en chefferies indépendantes, des sortes de tribus.
Ainsi leur langue, le kiluba, servait de langue interethnique. Si au Kasai l’organisation politique ne dépassait pas le village, les Balubas du Katanga regroupaient plusieurs villages sous l’autorité d’un seigneur, le Kilolo. Des conflits armés opposèrent les Baluba à leurs voisins mais il y avait aussi des conflits entre différents bulopwes.
Des fouilles archéologiques près du lac Kisale ont révélé que les Balubas utilisaient dès le IXe siècle une monnaie de cuivre cruciforme, les croisettes de différents poids. Chaque roi avait sa capitale. Si les Baluba utilisaient le tam-tam comme moyen de communication à longue distance, ils avaient aussi un oracle, le lubuko, sorte de maison avec une porte d’entrée à l’arrière et un mur en bois à l’avant. La personne à l’intérieur répondait alors aux questions par oui ou par non aux questions posées par l’interlocuteur devant le mur, en tapant sur le mur en bois.
Les villes de Lusambo et de Kabinda étaient les plaques tournantes du commerce des esclaves.
Au XIXe siècle, juste avant la pénétration européenne, les Balubas ne purent résister aux envahisseurs Tchokwés et Lélés. C'est aussi à cette époque qu'apparurent les premiers fusils.

## L’empire Lunda

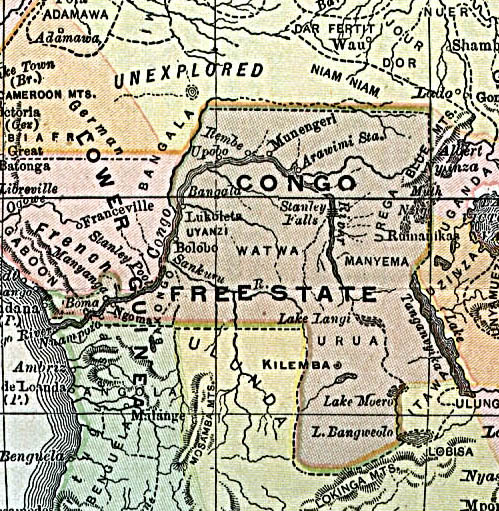
L'empire Lunda en 1890 au sud est de l'État indépendant du Congo. Alors ravagé par les marchands d'esclaves Tchokwés armés de fusils, il sera partagé entre celui-ci et le Portugal (Benguela, futur Angola).

Au sud, l’Empire Lunda s'établit sur l’extrême sud du Katanga. La capitale de l’empire était Musumba. Son influence durera du XVIe siècle au XIXe siècle. Les Lundas croyaient en un dieu unique au ciel auprès duquel reposent les défunts. Après la mort d’une personne, ils organisaient des danses qui imitaient les mouvements d’un oiseau afin que l’âme de la personne s’envole au ciel. Il s'agissait d'un oiseau aquatique car, pour eux, l’eau était symbole de vie. Ils étaient en contact avec les Wambundus, auxquels les souverains Lundas vendaient leurs sujets comme esclaves, ensuite revendus par ceux-ci aux colons portugais du Brésil. En 1789, l’explorateur portugais Francisco Maria Cerdas explora l’empire. De retour en Europe, il rendit compte des étonnantes richesses minières présentes là-bas. Les négociants arabes et swahilis achetaient aussi des esclaves lunda, déportés au Yémen, à Oman ou en Arabie saoudite. Cette pratique dépeupla et affaiblit l’empire. Les Lunda connaissaient donc probablement l’alphabet arabe et la langue swahilie était connue de tous les nobles et des commerçants de la région. Elle servait de langue de commerce entre les commerçants arabes et africains de la région.

## Le Garangeza

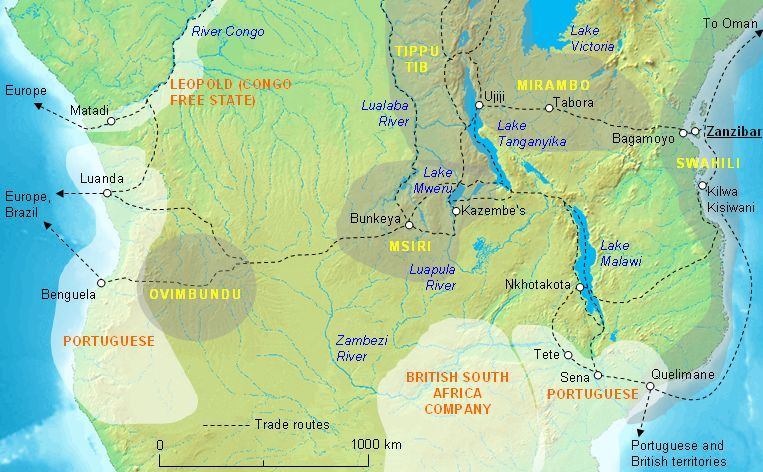
Expansion coloniale swahilie en concurrence avec les Portugais et les Anglais. le Garangeza était au centre d'un réseau d'alliances et de routes commerciales.

Le Garangeza ou royaume Yeke est un royaume créé par M'Siri (Alias Ngelengwa Mwenda de son vrai nom) en 1856. Il persiste aujourd'hui sous la forme d'une chefferie traditionnelle.

## Galerie

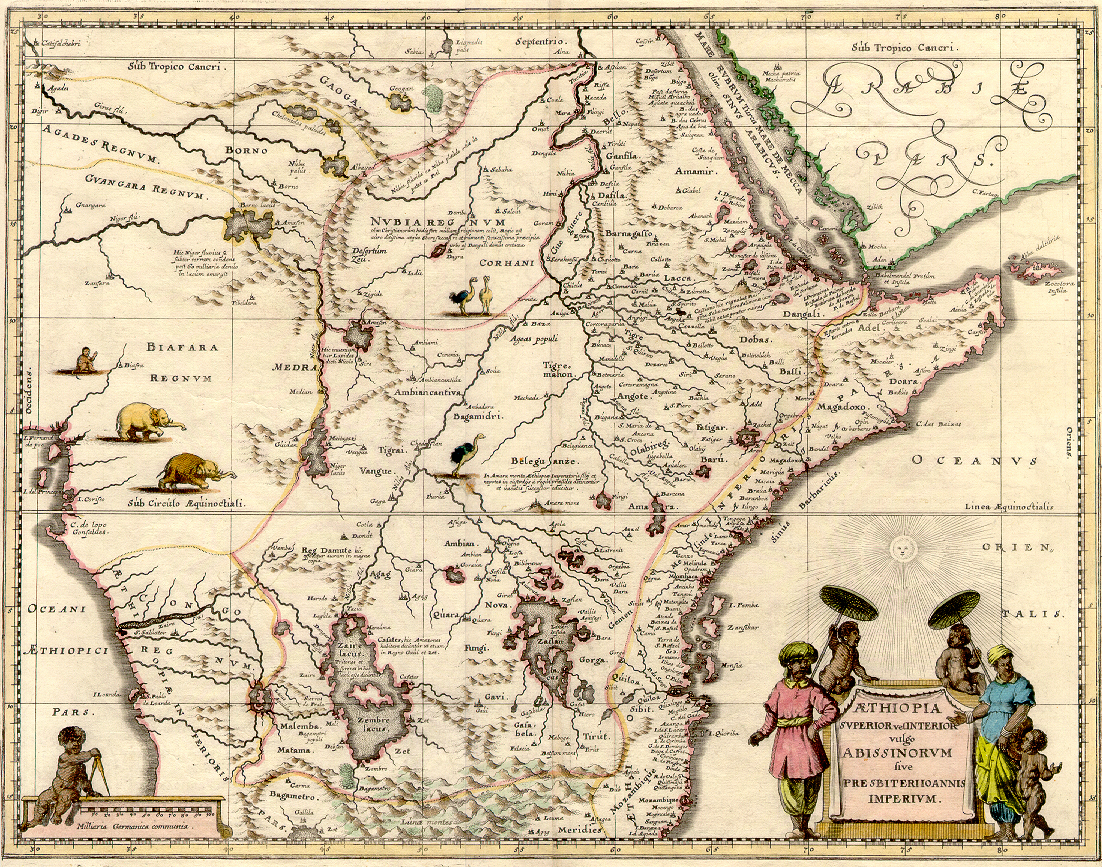
Représentation de l'Afrique centrale en 1690
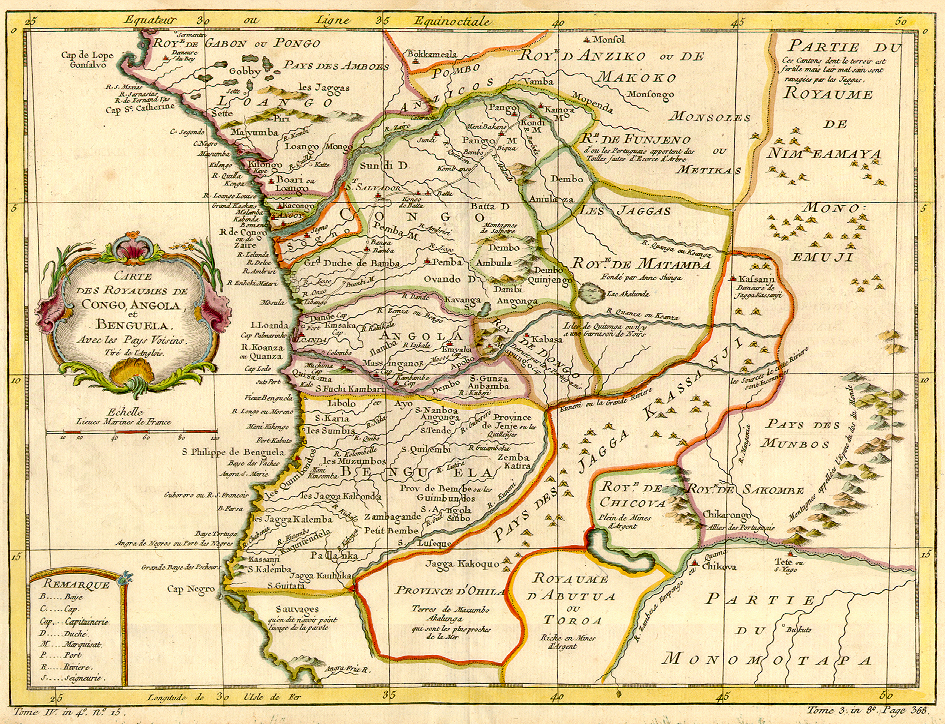
Représentation des territoires des royaumes Kongo, Bengela et Angola en 1754